# Strategie (Wirtschaft)
Eine Strategie ist in der Wirtschaft und insbesondere in Unternehmen ein langfristiges und an Unternehmenszielen ausgerichtetes Marktverhalten. In diesem Sinne zeigt die Unternehmensstrategie der Unternehmensführung, auf welche Art ein mittelfristiges (ca. 2–4 Jahre) oder langfristiges (ca. 4–8 Jahre) Führungsziel erreicht werden soll.

## Allgemeines
Diese klassische Definition von Strategie wird heute vor allem auf Grund ihrer Annahme der Planbarkeit kritisiert. Sie hat deswegen einige Erweiterungen erfahren wie z. B. durch Henry Mintzberg. Eine homogene Auffassung von Strategie herrscht in der wissenschaftlichen Literatur jedoch nicht vor.
In der Ökonomie ist die Strategie für die Führungsebene reserviert. Die strategische Planung ist deshalb der Unternehmensführung (Vorstand) vorbehalten.
Strategien zeigen in Unternehmen Wege zur Erreichung der Unternehmensziele auf und werden für strategische Geschäftseinheiten entwickelt. Strategien dienen der Festlegung der langfristigen Unternehmenspolitik durch die Unternehmensführung. Unternehmensstrategien sind stabile Handlungsmuster, welche „die grundsätzliche Ausrichtung des Unternehmens betreffen, Standards und Prinzipien des Verhaltens des Unternehmens und seiner Mitglieder widerspiegeln oder Strukturen und Funktionen reflektieren, durch die die Standards und Prinzipien in konkretes Handeln umgesetzt werden“.

## Ursprung der Strategie
Etymologie
Das Wort „Strategie“ ist auf die Rolle des Heerführers (altgriechisch στρατηγός stratēgós) zurückzuführen. Unter Perikles (450 vor Christus) wurden darunter die Fähigkeiten des Heerführers auf den Gebieten der Verwaltung, Führung und Rhetorik verstanden. Noch die Definition des Brockhaus aus 1886 verband das Wort militärisch mit der „Lehre der Heeresleitung im Kriege im großen Stil“. Erst 1951 begann die Betriebswirtschaftslehre, den Begriff zu adaptieren als die „Bestimmung der grundlegenden, langfristigen Ziele eines Unternehmens“.
Das Wort „Strategie“ setzt sich zusammen aus „Heer“ (altgriechisch στράτος strátos) und „führen“ (altgriechisch ἄγειν agein), der „strategos“ war also der Heeresführer. Unter „Strategie“ wurde damit ursprünglich die Kunst der Heeresführung verstanden.
Militärischer Strategiebegriff und wirtschaftliche Strategie
Zur Zeit des Perikles (um 450 vor Christus) entwickelte sich die Strategie zu einer Management-Fähigkeit, unter Alexander dem Großen (um 330 vor Christus) wurden Strategien zur Bekämpfung der Opposition und als einheitliches System der Regierungsmacht ausgebaut.
Im 19. Jahrhundert wurde der Begriff „Strategie“ von Carl von Clausewitz weiterentwickelt und neu dargestellt. Unter dem Blickwinkel von Clausewitz wurde Strategie als [der Gebrauch des Gefechts zum Zweck des Krieges] betrachtet. Die politische Eigenschaft der Kriegsführung wurde erstmals hervorgehoben und die Militärstrategie wurde als Bestandteil der Politik angesehen. Sowohl Armee als auch ein Unternehmen sind mit einer Herausforderung, die gezielt Einsatz der knappen Ressourcen ist, konfrontiert, um eigenen Wettbewerbsvorteil zu maximieren und offensiv oder defensiv auf alle Konkurrenz zu reagieren. Darüber hinaus wurden die Wirtschaft mit dem Militär sowie das Handelsgeschäft mit dem Krieg von Clausewitz verglichen. Hier wurden die ersten Parallelen zu der heute festzustellenden stärkeren Wertorientierung in der Unternehmensstrategie gefunden. Und ein zentrales Merkmal vom aktuellen Strategiebegriff ist aufgetaucht: die Berücksichtigung der Ressourcenbindung und der Aufbau des langfristigen Wettbewerbsvorteils.
Strategie in der Spieltheorie und wirtschaftlicher Strategiebegriff
Ein anderer Strategiebegriff, der aus der mathematischen Spieltheorie von John von Neumann und Oskar Morgenstern im Jahr 1947 stammte, hat ebenfalls einen engen Zusammenhang mit den Militär- und Wirtschaftsstrategien. Die Spieltheorie stellt das Auftreten und die Behandlung einer Konfliktsituation dar und fokussiert sich auf Entscheidungszustände, in denen die Wahl der eigenen Strategie auch von der Vermutung über die Entscheidungen anderer Spieler beeinflusst wird. Ähnlich wie in der Spieltheorie ist die Betrachtung der Handlungen anderer Marktteilnehmer für die Handlungsentscheidung des Managements eines Unternehmens bedeutsam und erforderlich. Daher betont ein anderes zentrales Merkmal des aktuellen Strategiebegriffes nachdrücklich: Berücksichtigung der Aktionen aller Akteure im Markt.

## Evolution des Konzepts der Strategie

### Harvard-Konzept der Strategieentwicklung
Der Begriff Strategie wurde in den 1950er Jahren in den Business Policy-Kurs an der Harvard Business School (HBS) eingeführt. Seit dem Jahr 1911 wurde das Business Policy Konzept als Lehrgang der HBS für das Senior Management Training aufgenommen. Im Harvard-Konzept wird unter der Unternehmensstrategie die Festsetzung der langfristigen Ziele des Unternehmens sowie deren Politik und Handlungsmaßnahmen zur Verwirklichung dieser Ziele verstanden. Innerhalb der Unternehmensstrategie werden dabei auch Strategien für einzelne Geschäftsbereiche berücksichtigt. Nach diesem Konzept wird die Unternehmensstrategie in Strategieformulierung und Strategieimplementierung unterschieden. Nachfolgend sind die einzelnen Schritte des Harvard-Konzepts dargestellt.
1. Ermittlung des „Strategischen Profils“
2. Analyse relevanter Umweltausschnitte
3. Strategische Prognosen
4. Analyse der Unternehmensstärke und -schwäche
5. Ressourcenanalyse
6. Entwicklung der strategischen Handlungsalternativen
7. Konsistenztest
8. Strategische Wahl

### Fünf-Phasen-Modell
Das Harvard-Konzept wurde im deutschen Sprachraum hauptsächlich von Bruno Bircher und Hans H. Hinterhuber aufgegriffen. Basierend auf dem Harvard-Konzept wurde ein Fünf-Phasen-Modell von Hinterhuber entwickelt. Im Vergleich zum klassischen Konzept wird ein neuer Ansatz des Portfoliomanagements in der Unternehmensstrategie integriert. Fünf konkrete Phasen umfassen:
1. Phase: Analyse der gegenwärtigen Situation und der Aussicht
2. Phase: Strategieformulierung
3. Phase: Erstellung der strategischen Planung und der Politik
4. Phase: Umbau der Organisation nach den Strategien
5. Phase: Umsetzung der Strategien

### Ressourcenbasierter Strategieansatz
Im Harvard-Konzept spielen interne Ressourcen eines Unternehmens kaum eine Rolle. Mit der zunehmenden Betonung von internen Unternehmensressourcen wurde der ressourcenbasierte Strategieansatz in den frühen 1990er Jahren aufgestellt. Wichtige Vertreter dieser Entwicklung waren Jeffrey Pfeffer und Jay Barney. Der ressourcenbasierte Strategieansatz legt den Fokus auf die Ausrichtung der Strategieentwicklung nach den internen Ressourcen. Nach diesem Konzept wird die Unternehmensstrategie angesichts des entstehenden Bedürfnisses im Markt und in der Kombination mit den Ressourcen innerhalb eines Unternehmens entwickelt. Dies sichert einen langfristigen Wettbewerbsvorteil für das Unternehmen. Darüber lässt sich die Integration von den internen Ressourcen und der organisatorischen Fähigkeiten zur Nutzung dieser Ressourcen als Kernkompetenz betrachten.

### Strategie nach Porter
Schon Michael E. Porter rückt leicht vom Konzept der Planbarkeit ab. Für ihn ist nicht langfristige Planung relevant, sondern die Fähigkeit, auf der Grundlage einer längerfristigen Betrachtungsweise einen Wettbewerbsvorteil zu entwickeln, der auf klaren Unterscheidungsmerkmalen beruht.

### Strategie nach Drucker
Die Strategie wird von Peter Drucker auf „doing the right thing“ generalisiert. Nach Drucker soll ein Unternehmen das Richtige tun. Daher bedeutet die Strategie, die Zukunft zu gestalten, nicht auf die Zukunft zu reagieren. Die zentrale Aufgabe des Unternehmens ist herauszufinden, wie es seine Kunden mit seinen Problemlösungen bzw. Leistungen befriedigen kann. Um dieses Ziel zu erreichen, soll das Unternehmen seine Ressourcen effizient einsetzen.

### Strategie nach Mintzberg: 5 P’s of Strategy
Henry Mintzberg setzt neben die rationale Planung von Strategien noch ausdrücklich die Möglichkeit emergenter Strategien, die nirgendwo niedergeschrieben wurden, sich aber aus der Unternehmung heraus entwickelt haben. Seiner Ansicht nach hat eine Strategie fünf Bedeutungsinhalte, die im Rahmen des strategischen Management alle eine Rolle spielen: Mintzberg schlug „5 P’s of Strategy“ vor. Dieses Konzept wird heute als eine verbreitete Auffassung erachtet. Die „5 p“ sind Plan, Position (Positionierung), Pattern (Muster), Ploy (List) und Perspektive (Denkhaltung). Als „Plan“ beschreibt die Strategie die angestrebten Ziele eines Unternehmens und den Weg dorthin. Die Position beschreibt, wie ein Unternehmen sich am Markt gegenüber allen Wettbewerbern positionieren kann. Eine wettbewerbsfähige Position kann sowohl durch die Anstrengung des Unternehmens als auch zufällig durch die Fehler der Wettbewerber erreicht werden. Unter Pattern wird die Strategie als ein konsistentes Muster, das sich aus einer Vielzahl von in der Vergangenheit getroffenen Einzelentscheidungen ergibt, verstanden, Ploy bezeichnet eine „Kriegslist“ von spontanen, taktischen Maßnahmen, mit denen ein Unternehmen seine Wettbewerber austricksen kann. Perspektive beschreibt die Denkhaltung des Managements. Zwar kann die Denkhaltung nicht schriftlich geschrieben oder kommuniziert werden, jedoch beeinflusst die Denkhaltung bzw. Perspektive wesentlich das strategische Verhalten des Unternehmens.

### Strategie nach Kirsch
Werner Kirsch unterscheidet in ähnlicher Weise zwischen formulierter (also niedergeschriebener) und formierter (also von-selbst entstandener) Strategie. Für ihn ist jede Strategie ex definitione eine formierte Strategie mit einem stark evolutionären Charakter. Formulierungen sind nur ein Teil davon, der versucht, rational-steuernd einzugreifen. Eine ähnliche Haltung ist schon bei Harry Igor Ansoff zu finden, wenn er von „geplantem Lernen“ spricht. Strategisch ist für Kirsch etwas, das die Fähigkeiten der Unternehmung in signifikanter Weise betrifft.

### Strategie nach Hinterhuber
Hans H. Hinterhuber verweist auf die Definition Moltkes, wonach Strategie „die Fortbildung des ursprünglich leitenden Gedankens entsprechend den stets sich ändernden Verhältnissen“ ist. Der leitende Gedanke eines Unternehmens sei die Gewinnung und Behauptung einer starken Marktposition mithilfe von klar definierten, wahrnehmbaren und dauerhaften Wettbewerbsvorteilen. Eine Strategie impliziert somit, dass eine bestimmte gewünschte Zielposition durch eine Reihe von kohärenten Entscheidungen, die zum jeweils richtigen Zeitpunkt getroffen werden, erreichbar ist.

## Arten der Strategie
Henry Mintzberg definiert Strategie wiederholt als

„a pattern in a stream of decisions“

„ein Muster in einem Strom von Entscheidungen“

### Klassische Strategie
Das heißt, Mintzberg stelle für die klassische Strategie zwei Bedingungen: Erstens muss ein Plan (intended strategy) existieren, der, zweitens, vollständig in die Tat umgesetzt wird (realized strategy). Also kein Teil der Strategie bleibt unrealisiert, keine zusätzlichen Aktivitäten sind notwendig.

### Unternehmerische Strategie
Sobald ein Teil der Bedingungen – der exakte Plan – entspannt wird, ist die klassische Definition schon am Ende und hilft nicht weiter. Mintzberg geht von einer gut verstandenen Vision aus (also kein detaillierter Plan, sondern eine gute Idee, wo es hingeht) und nennt das entstehende Entscheidungs-Muster die unternehmerische Strategie, wie sie in kleinen, jungen, von einer zentralen Figur geleiteten Unternehmen typisch ist.
Verändert sich in diesem Falle die Umwelt, z. B. das angestrebte Ziel wird unerreichbar oder es bietet sich eine außergewöhnlich gute Gelegenheit, dann kann es durchaus passieren, dass das ursprüngliche Ziel fallengelassen und ein neues Ziel angestrebt wird. Es ist diese Flexibilität, welche die unternehmerische Strategie auszeichnet: Sie ist nicht explizit und daher leicht zu ändern. Eine explizite Strategie bindet eine Organisation psychologisch an die Festlegungen, selbst wenn diese einen Nachteil darstellen. Mintzberg belegt das anhand einer Arbeit von Charles H. Kiesler (1971).
Die unternehmerische Strategie kann nach Mintzberg als eine geplante Strategie bezeichnet werden, da das Muster der Entscheidungen absichtsvoll auf ein bestimmtes Ziel ausgerichtet ist.

### Ideologische Strategie
Wenn viele Personen innerhalb einer Organisation eine Vision teilen und sich mit dieser identifizieren, z. B. wenn eine starke Führungsfigur die Organisation verlassen hat, dann kann man von einer ideologischen Strategie sprechen. Hier findet eine Synchronisation der Entscheidung durch gleiche Denkmuster statt, so dass man auch die ideologische Strategie als absichtliche Strategie bezeichnen kann. Weil sich ein Gruppenwille schlechter ändern lässt als der Wille einer Einzelperson, ist es unter Umständen sogar schwieriger, eine Änderung der strategischen Entscheidungsmuster in der ideologischen Strategie zu erzielen als in anderen Strategieformen.

### Schirm-Strategie
Nun entspannt Mintzberg die Bedingung der unbedingten Kontrolle (bürokratisch, persönlich oder ideologisch) – d. h. die zentralen Entscheidungsträger können strategische Entscheidungen nicht mehr unmittelbar erzwingen. Führer in solchen Organisationen entwerfen häufig eine Art (Regen)Schirm von Richtlinien, Regeln, Maßgaben etc., innerhalb dessen sich die Akteure der Organisation bewegen können. Diese Strategieform nennt Mintzberg Schirm-Strategie. Entscheidungen werden demnach nicht mehr die exakt gleiche Richtung einhalten, sondern sich „in einem gegebenen Rahmen bewegen“.
Mintzberg beschreibt Schirm-Strategien als sehr häufige Form der strategischen Steuerung und begründet das mit der unkontrollierbaren Umwelt, die nahezu jeden strategischen Plan beeinflussen kann. Die dann notwendigen Anpassungen an veränderte Bedingungen sind normalerweise von vielen Personen gleichzeitig durchzuführen. Wegen der Komplexität ist dies eine nicht steuerbare Aufgabe, die nur bewältigt werden kann, indem vorsorglich Richtlinien festgelegt waren, wie mit Problemen umgegangen wird.
Mintzberg beschreibt die Möglichkeiten, die eine Organisation hat, wenn sich einer der Akteure aus dem Rahmen der Richtlinien herausbewegt. In diesem Falle glaubt Mintzberg, hat die Organisation die Möglichkeit, a) beenden, b) ignorieren (möglicherweise mit der Absicht, das Ergebnis zu beobachten) und c) die Strategie so anpassen, dass die Aktion gedeckt ist. Er verwendet die Regenschirm-Metapher: Wenn ein Arm nass wird, kann man den Arm zurückziehen, noch nasser werden lassen oder den Schirm bewegen, so dass der Arm wieder unter dem Schirm ist.

### Prozess-Strategie
Ähnlich der Schirm-Strategie ist, was Mintzberg als Prozess-Strategie (englisch process strategy) bezeichnet. Wieder geht es um Organisationen, in denen die Akteure beträchtliche Entscheidungs-Freiheiten haben müssen. Anstatt komplizierte Regelwerke über den Inhalt von Strategie zu erstellen, wählen die zentralen Entscheidungsträger einen anderen Weg. Sie beeinflussen den Prozess der Strategiefindung und überlassen den Inhalt der Strategien anderen. Das geschieht z. B. indem die Personen, die den Inhalt von Strategie entscheiden, durch die zentralen Entscheidungsträger ausgewählt werden. Diese Art von Strategie finden wir häufig in divisionalisierten Organisationen, wo ein zentrales Hauptquartier die Divisionsmanager ernennt, die dann selbstverantwortlich (aus oben genannten Gründen) meist geplante Strategien entwickeln. Hinweis: Planungsmittel wie die von der BCG eingeführte Portfolio-Analyse bringt diese Strategien zurück in den Bereich von Schirm-Strategien.

### Unverbundene Strategie
Die unverbundene Strategie (englisch unconnected strategy) ist vielleicht die geradlinigste von allen. In einem Teil einer großen Organisation findet sich so viel Entscheidungsspielraum, dass dieser Teil der Organisation einfach seine eigene Strategie verfolgen kann. So etwas geschieht in dem hochkomplexen Umfeld von Expertenorganisationen (z. B. manche Unternehmensberatungen), wo ein Experte kraft seiner Befugnisse eine völlig neue Richtung einschlagen kann.

### Konsens-Strategie
In dieser Strategie – Mintzberg bezeichnet sie als Konsens-Strategie (englisch consensus strategy) – konvergieren die Aktivitäten von vielen unterschiedlichen Akteuren zu einem Thema oder Muster, so dass sie die ganze Organisation durchdringt und keinen Bedarf an zentraler Richtungsgebung oder Steuerung hat. Im Unterschied zu ideologischen Strategien, in welcher der Konsens aus geteilten, weitverbreiteten Überzeugungen stammt, wächst die Konsens-Strategie durch wechselseitige Anpassung der Akteure aneinander. So entwickelt sich ein gemeinsames, vermutlich unvorhersehbares Muster. (Nicht nur Zyniker werden hier Wikipedia wiedererkennen).
In anderen Worten: Die Konvergenz wird nicht durch den Willen einer zentralen Administration oder den gemeinsamen Willen der Akteure, sondern durch die zufällige Entwicklung aus den Aktivitäten entstehen. Einzelne Akteure werden einen Konsens fördern oder sogar dahingehend verhandeln. Der wesentliche Punkt ist, dass die Strategie aus Aktivitäten entsteht und nicht aus Absichten.

### Aufgezwungene Strategie
Als letzte Strategieform nennt Mintzberg die aufgezwungene Strategie (englisch imposed strategy). Sie entsteht, indem wir die Kontrolle über die Umwelt vollständig aufgeben und die Umwelt die Organisation zu Aktivitäten zwingt. Es ist leicht vorstellbar, dass eine einzelne Person oder andere Organisation einen solch großen Einfluss auf eine Organisation hat, dass diese sich in bestimmter Art und Weise verhält (z. B. Abwässer durch eine Kläranlage leitet, eine Frauenquote befolgt oder die Arbeitszeit reduziert).

### Mintzbergs Folgerungen
Abschließend führt Mintzberg aus, dass es wohl keine rein von außen gesteuerte Strategie gibt, genau so wenig, wie es rein geplante Strategien gibt. Strategien befinden sich in einem gleitenden Kontinuum zwischen rein geplanten und völlig emergenten Strategien. Diese Erkenntnis ist erheblich differenzierter als die bisherige Dichotomie, die zwei unhaltbare und unvereinbare Standpunkte trennte. Nur wenn es einen emergenten Anteil an Strategie gibt, so argumentiert Mintzberg, kann es strategisches Lernen geben, da ja in der „klassischen“ Strategie der Plan nur umgesetzt wird und Änderungen nicht möglich sind.
Mintzberg fordert, dass der Prozess der Strategiefindung mehr in das Zentrum der Aufmerksamkeit gerückt werden muss, um die umfangreichen Ergebnisse über den Inhalt von Strategie zu ergänzen.
Er schließt seine Ausführungen mit der folgenden Beobachtung ab:

“Our conclusion is that strategy formation walks on two feet, one deliberate, the other emergent.”

„Unsere Schlussfolgerung ist, dass Strategie auf zwei Beinen
 einhergeht – ein vorsätzliches und das andere emergent.“

Das relative Gewicht mag sich von Zeit zu Zeit von der einen zur anderen Seite verschieben, nicht aber die Notwendigkeit, beide Seiten dieses Phänomens zu beleuchten.

### Mikroökonomie
In der Mikroökonomie wird davon ausgegangen, dass Strategie für Unternehmen das Erreichen und Behalten einer Position ist, in der eine Produzentenrente generiert wird.

### Anlagestrategien
Eine Anlagestrategie oder Investmentstrategie ist die Strategie für Halte-, Kauf- oder Verkaufsentscheidungen von Finanzprodukten wie beispielsweise Aktien, Anleihen, Optionen oder Zertifikaten.
Ausgehend vom Anlagehorizont, also der geplanten Anlagedauer, unterscheidet man normalerweise folgende drei Anlagetypen: Spekulativer, mittelfristiger und konservativer Anlagetyp (hält Finanzprodukte auf lange Frist, oft bis zur Fälligkeit; englisch buy and hold). Der Home Bias ist eine Anlagestrategie, bei der Kapitalanlagen von Emittenten aus dem Inland bevorzugt werden.
Eine risikoarme Anlagestrategie, die sich der Risikodiversifikation bedient, könnte beispielsweise folgende drei Elemente beinhalten:
- Risiken auf verschiedene Wertpapiere einer Anlageform verteilen,
- Risiken auf verschiedene Anlageformen verteilen (sowohl ertragreiche und unsichere als auch ertragsschwächere und sicherere Anlageformen).
- Risiken auf verschiedene Wirtschaftssektoren und Staaten verteilen.

### Politische ökonomische Strategien
Politisch-ökonomische Strategien werden von Staaten zur Planung und Zielsetzung in Bezug auf ihre wirtschaftliche Leistung erstellt. Ein Beispiel hierfür sind der Fünfjahresplan oder die Lissabon-Strategie der Europäischen Union.

## Unternehmensstrategie
Unternehmensstrategie (englisch corporate strategy) ist der grundsätzliche und langfristige Plan eines Unternehmens, in dem die Vision bzw. die Ziele des Unternehmens festgelegt sind. Die Unternehmensstrategie benennt Mittel und Wege zur Erreichung des Ziels. Bei der Strategieentwicklung eines Unternehmens wird normalerweise eine Analyse der internen und externen Faktoren durchgeführt.

### Merkmale der Unternehmensstrategie
Erstes Merkmal der Unternehmensstrategien ist, dass der Gegenstand bzw. das Bezugsobjekt der Unternehmensstrategie im Vergleich zu anderen Strategien das ganze Unternehmen ist. Deswegen ist das Aktivitätsfeld das gesamte Unternehmen, nicht nur ein Funktionsbereich. Außerdem richten sich die Strategien auf die Zukunft aus. In ihnen werden die zukünftigen Ziele und die Wege zur Erreichung dieser Ziele festgestellt. In diesem Sinn spiegeln die Unternehmensstrategien die Wertvorstellungen eines Unternehmens wider und haben hohe Bedeutung für die Vermögens- und Ertragslage des Unternehmens. Dabei sollen noch drei Merkmale während der Strategieentwicklung berücksichtigt werden: Verbindung mit den internen Ressourcen, Analyse der Umwelt (Chancen und Risiken eines Unternehmens) und Wettbewerber. Darüber hinaus können die Unternehmensstrategien als ein Prozess verstanden werden. Dies schließt die Entscheidung der strategischen Vision, Formulierung der Maßnahmenpläne, Implementierung und Kontrolle ein.

### Typischer Inhalt der Unternehmensstrategie
Um eine Unternehmensstrategie zu entwickeln, können das Unternehmensbild und die Vision als eine Einführung der Unternehmensstrategie eingesetzt werden. Außerdem sind vier Kernbereiche besonders wichtig zu berücksichtigen. Die vier Kernbereiche sind Kernkompetenzen, strategische Stoßrichtung, Geschäftsfelder und Wettbewerbsvorteile sowie Gestaltung der Wertschöpfungsketten und können in den „Strategiequadranten“ zusammengefasst werden.

#### 1. Vision, Mission und langfristige Unternehmensziele als die Einführung der Unternehmensstrategie
Die Unternehmensstrategie basiert auf einer Vision, Mission und langfristigen Unternehmenszielen.
Die Vision beschreibt eine langfristige Vorstellung des Zustandes, den das Unternehmen erreichen will, und deutet auf eine normative Richtlinie für die Entwicklung eines Unternehmens hin. Alle Mitarbeiter innerhalb des Unternehmens sollen sich an der Vision orientieren. Die Vision hat eine entscheidende Bedeutung und umfasst drei Funktionen: Identitätsfunktion, Identifikationsfunktion und Mobilisierungsfunktion.
Die Vision wird schriftlich in der Mission festgelegt. Die Mission sichert die Sichtbarkeit der von der Vision ausgehenden Ziele und Normen und hilft die Vision zu verwirklichen. Die Mission ist konkreter als die Vision und sie enthält drei Teilaspekte für die Ausrichtung eines Unternehmens: Tätigkeitsgebiet, Kompetenz und Werte des Unternehmens. Die Mission bietet einen qualitativen Anfangs- und Orientierungspunkt für die Formulierung von Unternehmensstrategien. Mittels der Mission kann die Priorität der Unternehmensstrategie festgelegt und können Konflikte zwischen Strategieausrichtungen gelöst werden.
Aus der Mission werden langfristige Unternehmensziele abgeleitet. Die langfristigen Ziele eines Unternehmens sind operationalisierbarer als die Mission. In ihnen werden die Beurteilungsmaßstäbe für die Leistung definiert. In diesem Sinn ist Mission die Orientierungsgröße für die Unternehmensstrategie.

#### 2. Kernkompetenz
Kernkompetenz bezeichnet die wesentliche Fähigkeit des Unternehmens, um den Erfolg zu erreichen. Unter der Kernkompetenz wird die interne Stärke eines Unternehmens verstanden. Die Kernkompetenz kann aus der Analyse von internen und externen Unternehmen resultieren. Das Unternehmen baut die langfristige Kernkompetenz durch die effiziente Nutzung von den vorhandenen Ressourcen auf.
Nach Barney (1991) besitzen die Ressourcen strategische Bedeutung, wenn sie folgende Kriterien erfüllen: Die Ressourcen sollen knapp sowohl für das eigene Unternehmen als auch für die Wettbewerber sein. Darüber hinaus sollen die Ressourcen nicht imitiert werden können. Damit kann die Strategie nicht vom Wettbewerber nachgeahmt werden. Außerdem sollen die Ressourcen wertvoll sein bzw. die Ressourcen können einem Unternehmen ermöglichen, Chancen zu ergreifen oder Risiken zu umgehen.
Die Kernkompetenz unterscheidet sich von der potenziellen Stärke aus den folgenden Aspekten: Begeisterungsfähigkeit, Entwicklungsfähigkeit, Exklusivität, Flexibilität und die Rentabilität. Zuerst ermöglicht die Kernkompetenz sowohl die externen als auch die internen Kunden für die Leistungen zu begeistern. Außerdem kann ein Unternehmen die Kernkompetenzen, die schwer imitiert werden, auf verschiedene Märkte anwenden, um einen langfristigen finanziellen Erfolg sicherzustellen. Daher setzt die Kernkompetenz eine nachhaltige Unternehmensentwicklung voraus.

#### 3. Geschäftsfelder und Wettbewerbsvorteile

##### 3.1. Geschäftsfelder
Geschäftsfelder beschreiben die Tätigkeitsfelder, mit denen ein Unternehmen beschäftigt ist. Die Eigenschaften der Geschäftsfelder sind normalerweise die Marktattraktivität (z. B. das relative Marktwachstum) und die Wettbewerbsvorteile (z. B. der relative Marktanteil). Außerdem werden die Zielgruppen bzw. Käufer des Unternehmens hier definiert. Aus den Bedürfnissen der Zielgruppe werden die Produkte und die Leistungen eines Unternehmens abgeleitet. In diesem Sinne sind die Leistungen auch die Lösung der Probleme von Kunden. Dazu sollen die Produktionsverfahren bei der Erstellung der Produkte auch berücksichtigt werden.

##### 3.2. Umfeldbedingungen in den einzelnen Geschäftsfeldern
Die Umfeldbedingungen bezeichnen das Umfeld der Geschäftsfelder. Um die Umfeldbedingungen zu analysieren, sollen folgende Aspekte nicht vernachlässigt werden: Branchensituation der Geschäftsfelder, Wettbewerber und die Kunden. Um eine Strategie erfolgreich zu entwickeln, soll das Unternehmen die Situation der Branchensituation der Geschäftsfelder kennenlernen. Beispielsweise wie sieht das Marktwachstum in der Zukunft aus? Danach soll das Unternehmen die Bedürfnisse der Kunden entdecken, damit kann ein Unternehmen die richtigen Produkte für seine Zielgruppe anbieten. Außerdem ist es notwendig, die Wettbewerbsstruktur und -kräfte zu analysieren. Dadurch kann ein Unternehmen seine Produkte richtig positionieren.

##### 3.3. Wettbewerbsvorteile
Wettbewerbsvorteile sind die Voraussetzungen, die Strategien erfolgreich zu implementieren und das Unternehmen im Wettbewerb langfristig zu überleben. Angesichts der Chancen und Risiken können die Wettbewerbsvorteile eines Unternehmens in der Verbindung mit seinen Ressourcen abgeleitet werden. Die Wettbewerbsvorteile ermöglicht ein Unternehmen, mehr Kunden anzulocken und die größte Nutzung für seine Kunden anzubieten. Daher verwirklicht ein Unternehmen, großen Marktanteil zu schaffen. Darüber hinaus ist es zu beachten, eigene Wettbewerbsvorteile mit den Wettbewerbern zu differenzieren.

#### 4. Gestaltung der Wertschöpfungskette
Wertschöpfungskette stellt einen Prozess dar, in dem die Wertschöpfungen Schritt für Schritt zum Endprodukt hinzugefügt werden. In den Unternehmenskontexten wird Wertschöpfungskette als ein Geschäftsprozess von Rohstoffen bis zum Endprodukt, verstanden.
Die Ressourcen und Kapital stehen normalerweise einem Unternehmen begrenzt zur Verfügung. Um eine erfolgreiche Unternehmensstrategie zu entwickeln und den Gewinn zu maximieren, soll das Unternehmen deren Ressourcen und Kapital auf die richtigen Wertschöpfungsketten konzentrieren. Basierend auf der erfolgreichen Gestaltung der Wertschöpfungsketten kann das Unternehmen seine Kernkompetenz und seine Wettbewerbsvorteile aufbauen. Außerdem sind die Synergieeffekte aller Wertschöpfungsketten bei der Einführung von Vorwärts- oder Rückwärtsintegration, beispielsweise Outsourcing an Fremdunternehmen zur berücksichtigen. Integrationskosten und der langfristige erwünschte Gewinn spielen daher eine wichtige Rolle.

#### 5. Strategische Stoßrichtung (strategische Hauptziele bzgl. Werttreiber)
Unter strategischer Stoßrichtung werden die Faktoren, die den Unternehmenswert beeinflussen können, verstanden. In der Unternehmensstrategie werden die Hauptziele, Werttreibern bzw. strategische Stoßrichtung zur Erhöhung des Unternehmenswerts festgelegt. Es gibt insgesamt drei Stoßrichtungen als Hauptvarianten von Strategien: die Wachstumsstrategie, die rentabilitätsorientierten Strategien (Produktions- bzw. kostenorientierte Strategien) sowie die risikoorientierten Strategien. Während die Wachstumsstrategien langfristig umsetzbar sind, sind die rentabilitätsorientierten Strategien kurzfristig umsetzbar. Eine typische Wachstumsstrategie kann beispielsweise Erschließung neuer Regionen oder Diversifikation usw. sein. Und eine typische rentabilitätsorientierte Strategie kann Reduzierung der Herstellkosten, Verwaltungskosten oder Entwicklungskosten usw. sein. Aus den strategischen Stoßrichtungen kann das Unternehmen die Unterziele ableiten und entsprechenden Maßnahmen umsetzen. Damit kann eine Unternehmensstrategie implementiert werden.

### Abgrenzung von Unternehmensstrategie, Portfoliostrategie und Geschäftsstrategie
Unternehmensstrategie beschreibt die Strategien auf der Ebene des gesamten Unternehmens. In der Unternehmensstrategie wird die zukünftige Entwicklung für das gesamte Unternehmen festgestellt.
Unter Portfoliostrategie wird die Strategie verstanden, wie ein Unternehmen sein Kapital auf die strategischen Geschäftseinheiten verteilen soll. Das Ziel der Portfoliostrategie ist die Maximierung des Unternehmenswertes. Typische Fragestellungen der Portfoliostrategie sind, welche strategischen Geschäftseinheiten gefördert oder gelöscht werden sollen oder welche Portfolios den größten Wert für das Unternehmen bringen. Weiterhin werden die Synergieeffekte zwischen den unterschiedlichen SGE betrachtet.
Nach der Festlegung von geeigneten Strategien betrachtet das Unternehmen die Strategie jeder einzelnen Geschäftseinheit. Dazu werden die jeweiligen konkreten Strategien wie Kernkompetenz oder Wettbewerbsvorteile entwickelt. Diese haben dann keinen Bezug zu anderen strategischen Geschäftseinheiten.

## Arten
Die allgemeine Unternehmensstrategie kann für jede betriebliche Funktion durch Teilstrategien konkretisiert werden:
| betriebliche Funktion | Teilstrategie            | Substrategien |
| --------------------- | ------------------------ | --- |
| Beschaffung           | Beschaffungsstrategie    | Bedarfsermittlungsstrategie, Handelsstrategie |
| Produktion            | Produktionsstrategie     | Produktstrategie, Produktentwicklungsstrategie, Innovationsstrategie, engpasskonzentrierte Strategie |
| Finanzierung          | Anlagestrategie          | Risikostrategie, Wertsicherungsstrategie |
| Verwaltung/Management | strategisches Management | strategisches Personalmanagement, strategische Geschäftseinheit, strategisches Geschäftsfeld, strategische Planung, Win-Win-Strategie, Managementstrategie mit der Unterart Delphinstrategie, Behavioral Strategy |
| Vertrieb              | Vertriebsstrategie       | Differenzierungsstrategie, Marketingstrategie, Marktstrategie, Preisstrategie (mit den Unterarten Penetrationsstrategie und Abschöpfungsstrategie), Push-Pull-Strategie, Wettbewerbsstrategie                     |

Die Unternehmensführung nimmt die strategische Führung dadurch wahr, dass sie die langfristigen Unternehmensziele festlegt und die zur Zielerreichung notwendigen Maßnahmen plant und ihre Umsetzung kontrolliert.

## Strategisches Management
Strategisches Management ist ein Prozess und es legt den Fokus auf die Formulierung und Implementierung der Unternehmensstrategien. Das strategische Management gliedert sich in zwei Ebenen, die Unternehmensebene und die Geschäftsebene. Viele konkrete Strategien bzw. Konzepte werden im Bereich des strategischen Managements entwickelt. In den 1960er und 1970er Jahren wurden die Strategien für Wachstum, Diversifikation und vertikale Integration betont. Relevante Konzepte sind der Produktlebenszyklus, die Erfahrungskurve, die strategische Geschäftseinheit und die Portfoliomatrix. Die Boston Consulting Group hatte einen hohen Einfluss auf solchen Strategien. In den 1980er Jahren richtet das strategische Management auf die Wettbewerber aus und spielt Michael Porter mit seinem Fünf-Kräfte-Modell (1979), seiner Gattungsstrategie (1985) und seine Wertschöpfungskette (1985) eine wichtige Rolle. Weitere Strategien sind beispielsweise Bedarfsermittlungsstrategie, Differenzierungsstrategie, Innovationsstrategie usw.

## Strategische Planung und Kontrolle
Strategische Planung ist kein einmaliger Akt in einer Unternehmung, sondern ein vielstufiger, immer wieder zu leistender Prozess. Die allgemeine Handlungsorientierung soll dem Ideal nach aus den grundsätzlichen Unternehmenszielen und dem strategischen Programm fließen. Das strategische Programm legt fest, auf welchen Märkten mit welchen Produkten eine Unternehmung aktiv sein soll und wie der Wettbewerb bestritten werden soll.
Während also die strategische Planung den grundsätzlichen Orientierungsrahmen für zentrale Unternehmensentscheidungen abstecken will, stellt die operative Planung darauf ab, eine unter Berücksichtigung der strategischen Ziele konkrete Orientierung für das tägliche Handeln zu gewinnen. Der operative Plan schafft ein Orientierungsgerüst für Tages-, Wochen- und Monatsaktivitäten.
Ein operativer Plan benennt z. B. die Maschinenbelegung der kommenden Woche, legt die Instandhaltungszeiten für die Anlage fest, verknüpft den Materialfluss mit dem Produktionsprogramm usw.
Strategische Planung kann durchaus kurzfristigen Charakter haben, ohne auch nur im mindesten ein operativer Plan zu sein. Man denke an den Erwerb einer Unternehmensbeteiligung, die überraschend angeboten wurde, oder an die dramatische Umsteuerung von Ressourcen (Turn around), um eine aufgetretene Krise zu bewältigen. Es ist daher eher sinnvoll, die Planung der Sache nach zu unterscheiden, also zwischen der strategischen und der operativen Ebene, und getrennt davon nach dem zeitlichen Horizont.
In vielen Unternehmen liegt – der Idee der Hierarchie folgend – der strategische Planungsschwerpunkt bei den oberen Managementebenen, der operative Planungsschwerpunkt dagegen auf den unteren Hierarchieebenen. Es sind jedoch auch andere Konstellationen denkbar. Häufig basieren strategische Neuorientierungen auf Anregungen aus der Basis, und nicht selten ist die operative Planung für den Geschäftserfolg so wichtig, dass kein Vorstand seine unmittelbare Beteiligung daran aufgeben würde.
Weil Planung eine sehr selektive Steuerungstechnik darstellt, ist sie mit Maßnahmen zu ergänzen, die das Selektionsrisiko zumindest teilweise kompensieren können. Diese Kompensationsaufgabe übernimmt klassischerweise die Managementfunktion Kontrolle (wenngleich diese Aufgabe auch von anderen Managementfunktionen ausgeführt werden könnte).
Die strategische Kontrolle hat die Aufgabe, die Risiken einer Strategieplanung so gut wie möglich abzubauen, indem sie laufend die Strategie bzw. deren Umsetzung auf Gültigkeit und Durchführbarkeit überprüft. Ziel dieser Überprüfung ist eine entsprechende Optimierung der betreffenden Aspekte. Deshalb ist es zweckmäßig, Planung und Kontrolle zusammen abzuhandeln.